# Dolní Věstonice (archeologické naleziště)

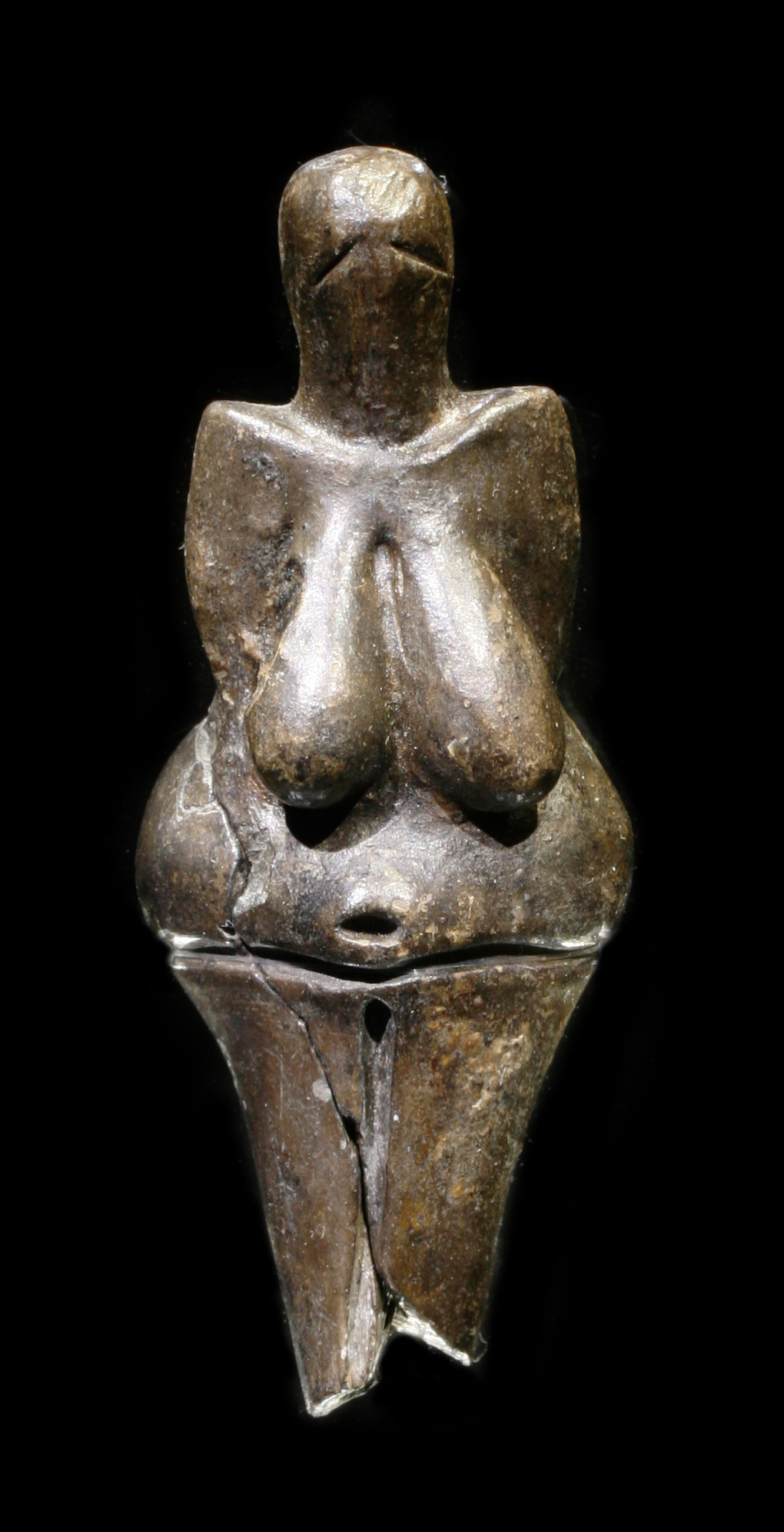
Věstonická venuše

Dolní Věstonice jsou archeologické naleziště u obce Dolní Věstonice na jižní Moravě, asi 10 km severně od Mikulova. Jedná se o jedno z nejznámějších archeologických nalezišť ve střední Evropě. Stáří pozůstatků lovců mamutů, které zde byly objeveny, se odhaduje na 28 tisíc let. Archeologické naleziště Dolní Věstonice je od roku 2008 národní kulturní památkou České republiky.

## Nálezy
Věstonické nálezy pocházejí vesměs z mladého paleolitu, z doby před 25 až 30 tisíci let.

### Věstonická venuše
Zdaleka nejslavnějším věstonickým nálezem je 11,5 cm vysoká soška nahé ženy se silně zvýrazněnými povislými prsy a velmi širokými boky. Je zhotovena z pálené hlíny a patří k nejstarším keramickým nálezům vůbec. Podobné sošky zhruba z téže doby a z různých materiálů (kámen, kost, keramika) se nalezly na různých místech na Moravě, ve Francii, v Itálii, v Německu, v Rakousku, v Polsku, na Slovensku, Ukrajině a v Rusku. Nejtypičtější a věstonické sošce nejbližší je rovněž hliněná Willendorfská venuše z nedalekého naleziště v Rakousku. Archeologové soudí, že se patrně jednalo o symbol plodnosti, o jejím použití v paleolitické společnosti se lze jen dohadovat.

### Věstonická vrubovka
V roce 1937 zde byl nalezen vlčí radius, radiální kost mladého vlka s pravidelnými zářezy pazourku, což mohlo naznačovat rané pokusy o měření a počítání. Tato kost má 57 zářezů, z nichž prvních 25 je seskupeno po pěti do 5 zářezů stejné délky. To může mít vztah k počítání s pěti prsty na ruce.

### Pohřeb tří mladých lidí
Tři obyvatelé Dolních Věstonic, kteří zde žili před 31 115 lety (datum kalibrace), měli mitochondriální U haploskupinu a jednu mitochondriální U8 haploskupinu. Ve vzorku Vestonice 13 byla stanovena chromozomální Y haploskupina Y (ne IJK), u vzorku Vestonice 15 to byla haploskupina Y chromozomu Y a ve vzorku Vestonice 43 haploskupina Y chromosomu F. Ve vzorku Vestonice 16 byla haploskupina Y chromozomu C1a2.